# Изабел Ипер
Изабел Ан Мадлен Ипер (фр. Isabelle Anne Madeleine Huppert), познатија као Изабел Ипер (фр. Isabelle Huppert, IPA: ; Париз, 16. март 1953), француска je филмска, позоришна и телевизијска глумица.
Од 1971. године, када је почела филмску каријеру, па до данас појавила се у више у деведесет глумачких пројеката. Освојила је две награде за најбољу глумицу на Канском и две награде за најбољу глумицу на Венецијанском филмском фестивалу. Рекордних четрнаест пута је била номинована за награду Сезар, а освојила ју је једном.
Позната је по филмовима Врата раја, Учитељица клавира, Госпођа Бовари, Осам жена, Љубав, Она и Будућност.